# 细胞分裂：双重间谍
《汤姆·克兰西之细胞分裂：双重间谍》是细胞分裂系列的第四部作品，由育碧软件开发及发行。该系列游戏由美国军事作家汤姆·克兰西冠名许可，主角是国安局下属间谍组织第三梯队的雇员山姆·費雪。
《双重间谍》于2006年10月在Nintendo GameCube、PlayStation 2、Xbox和Xbox 360平台上发行，同年11月发行了Wii和Microsoft Windows版本，2007年3月发行了PlayStation 3版本。简体中文版由中视网元代理，2007年7月7日发行。
《双重间谍》有两个版本，第七代游戏机版本由上海育碧工作室开发，在Xbox 360、Windows和PlayStation 3上发行。第六代游戏机版本则由育碧蒙特利尔工作室开发，在Xbox、PlayStation 2、Nintendo GameCube和Nintendo Wii上发行。手机版由Gameloft开发。第七代版本使用了全面为新平台优化的老引擎，而第六代版本的风格则与传统细胞分裂系列的游戏更接近。两种版本总的情节相同，但具体情节和难度则有所差别。不过它们的游戏音乐和过场动画是共用的。

## 遊戲特色
在《雙重間諜》中，將加入一個新道德元素。就像副標題暗示一樣，費雪成為一個雙重間諜，假扮為一個被通輯的罪犯並被征募到一個恐怖份子的圏子。費雪可能會在他上司與恐怖份子間遇到相矛盾的目的。例如，恐怖份子可能指派你去暗殺一個人，同時你可能受命於中情局防止該人被暗殺。這製造出在贏取恐怖份子的信任和完成分配的任務之間微妙平衡的一幕。另外費雪絶不能做出任何會露出他是一個雙重間諜的身份給恐怖份子的事。
遊戲中警報的概念則更爲複雜。在一般的任務関卡中，敵人引發的警報會和混沌理論中一樣影響敵人的行爲，同時在有的関卡中還會影響雙方對費雪的信任度。而在總部関卡中，費雪可以在非限制區域中自由活動，但是一旦在限制區域中被發現，他就會喪失恐怖分子對他的信任，從而導致任務失敗。

## 剧情
第六代和第七代主机两种版本的戰役模式有著巨大不同，除開大致劇情背景與“道德元素”遊戲機製外。其場景，玩法與觀感均存在顯著區別。
《細胞分裂：混沌理论》的剧情结束后不久，山姆的女儿便被一酒醉驾驶的司机开车撞死。他还来不及悲痛，便被分派了新的秘密任务——他要扮作一名罪犯以臥底的身份渗透一个美国恐怖主义团伙--“約翰布朗軍”(John Brown's Army，簡稱JBA)。新的任务中费雪被迫潜入新的危险区域，他必须面对艰难的抉择。

## 开发历史
《细胞分裂：双重间谍》的Xbox 360版本由上海育碧负责开发，整个项目从立项到完工差不多有两年半的时间，参与开发的团队成员大多来自参《縱橫諜海：潘朵拉計劃》的团队。开发团队在接受采访时表示本作的开发过程中最大的挑战是团队第一次面对次世代平台的开发游戏。游戏中上海的关卡耗时1年多才完成，开发团队在立项时就希望为游戏加入一些与中国有关的元素，而且由于地利人和的关系，这个次时代版本独占的上海关卡的设计从无到有并没有太大的修改。
《細胞分裂：雙重間諜》的第六世代主機版本，即PS2,初代XBOX，NGC和後來的Wii版均由蒙特利爾開發